# Kathrin Blacha
Kathrin Blacha, född 23 oktober 1970 i Marbach am Neckar, är en tysk före detta handbollsspelare. Hon spelade som mittsexa.

## Karriär
Kathrin Blacha började spela handboll vid åtta års ålder på TSV Benningen. Via två klubbar TV Kornwestheim och VfL Neckargartach tog hon sig till en elitklubb. 1992 kom hon till bundesligaklubben TV Lützellinden där hon blev tysk mästare 1993 och vann cupen samma år. Efter fyra år i  Lüzellinden flyttade hon till Bayer Leverkusen, där hon hade ett sammanlagd kontraktstid på sju år. År 2003 flyttade hon till 1. FC Nürnberg Handboll. 2007 började hon till för  Thüringer HC, där hon avslutade sin karriär 2008.
Kathrin Blacha debuterade 1995 i tyska landslaget. Hon spelade i OS i Atalanta 1996 för Tyskland. 1997 vann hon sin främsta internationella merit med brons i VM. I turneringen spelade hon 9 matcher och stod för 14 mål. Hon upprepade bedriften 2007 vid VM i Frankrike. Under sin landslagskarriär spelade hon 222 landskamper för Tyskland och gjorde 435 mål. 2003 och 2004 blev hon utsedd till Årets handbollsspelare i Tyskland. 

## Tränare
Kathrin Blacha efterträdde Rainer Osmann som tränare för Tysklands juniordamlandslag 2009 tillsammans med Andreas Schwabe. 2012 var Kathrin Blacha tränare för HG Zirndorfs damlag, som spelade i delstatsligan.  I slutet av säsongen 2011/12 nådde laget direkt uppflyttning till Bayernliga. Efter ett och ett halvt år som tränare i Zirndorf lämnade hon tränaruppdraget av yrkesmässiga skäl. Säsongen 2021/2022 var Blacha assisterande tränare för HBC Nürnberg.